# Cry of the Hunted
Cry of the Hunted is een Amerikaanse film noir uit 1953 onder regie van Joseph H. Lewis.

## Verhaal
De ontsnapte gevangene Jory wordt in de moerassen van Louisiana achtervolgd door sheriff Tunner. Hij wil de gevangene op het rechte pad brengen, maar hij moet ook afrekenen met zijn valse vriendin.

## Rolverdeling
| Acteur           | Personage         |
| ---------------- | ----------------- |
| Vittorio Gassman | Jory              |
| Barry Sullivan   | Sheriff Tunner    |
| Polly Bergen     | Janet Tunner      |
| William Conrad   | Goodwin           |
| Mary Zavian      | Ella              |
| Robert Burton    | Cipier Keeley     |
| Harry Shannon    | Sheriff Brown     |
| Jonathan Cott    | Hulpsheriff Davis |